# Isep (województwo małopolskie)
Isep – wieś w Polsce położona w województwie małopolskim, w powiecie tarnowskim, w gminie Wojnicz. W 2011 roku wieś liczyła 261 mieszkańców. Zajmuje obszar 226,91 hektarów.
W latach 1975–1998 miejscowość administracyjnie należała do województwa tarnowskiego.
Nazwa miejscowości wywodzi się z wyrazu: wyspa – wispa – ispa – isep. Wieś, notowana od 1462 roku, została założona w XV wieku przez właścicieli Szczepanowic na wyspie na Dunajcu między Szczepanowicami a Wojniczem; wyspa ta powstała w wyniku zmian koryta rzeki i jej meandrowania.
W Ispie znajduje się zabytkowy park podworski, uznany za pomnik przyrody.